# Eddie Kane
Eddie Kane (* 12. August 1889 in St. Louis, Missouri, Vereinigte Staaten; † 30. April 1969 in Los Angeles, Kalifornien, Vereinigte Staaten) war ein US-amerikanischer Schauspieler, der von 1928 bis 1959 in über 250 Produktionen auftrat.

## Leben und Karriere
Kane wurde in St. Louis, Missouri, geboren. Seine Karriere begann er im Varieté als Mitglied des Duos Kane & Herman.
Gegen Ende seiner Karriere trat Kane einige Male im Fernsehen auf, unter anderem in der Rolle des Mr. Monahan, Ralph Kramdens Chef der Gotham Bus Company in The Honeymooners. Nach den 1950er Jahren zog sich Kane aus dem Berufsleben zurück und starb 1969 in seinem Haus in Los Angeles an einem Herzinfarkt. Er wurde auf dem Mount Sinai Memorial Park Cemetery beerdigt.

## Filmographie (Auswahl)
- 1929: The Broadway Melody
- 1929: Times Square
- 1929: Song of Love
- 1929: Der Kiebitz (The Kibitzer)
- 1930: Framed
- 1930: The Squealer
- 1931: The Slippery Pearls
- 1931: Forgotten Women
- 1931: Juwelenraub in Hollywood (The Stolen Jools)
- 1931: Der öffentliche Feind (The Public Enemy)
- 1932: The County Fair
- 1932: Bachelor Mother
- 1932: Die Mumie (The Mummy)
- 1932: Western Limited
- 1932: Midnight Patrol
- 1933: The Thrill Hunter
- 1933: Secret Sinners
- 1933: The Woman Who Dared
- 1934: Es geschah in einer Nacht (It Happened One Night)
- 1934: Million Dollar Baby
- 1934: The Curtain Falls
- 1934: Broadway Bill
- 1935: School for Girls
- 1935: Two for Tonight
- 1936: Mr. Deeds Goes to Town
- 1937: Ein Stern geht auf (A Star is Born)
- 1937: Topper – Das blonde Gespenst (Topper)
- 1937: Hollywood Round-Up
- 1938: Ein Gladiator namens Hugo (The Gladiator)
- 1938: Flight to Fame
- 1938: Laurel und Hardy: Als Salontiroler (Swiss Miss)
- 1938: You Can’t Take It with You
- 1938: Kentucky
- 1939: Mr. Smith geht nach Washington (Mr. Smith Goes to Washington)
- 1939: Star Reporter
- 1940: Music in My Heart
- 1941: Hier ist John Doe (Meet John Doe)
- 1941: Sign of the Wolf
- 1941: The Devil Commands
- 1941: Double Trouble
- 1942: Tarzan’s New York Adventure
- 1942: Yankee Doodle Dandy
- 1942: A Man’s World
- 1942: Tramp, Tramp, Tramp
- 1943: Tahiti Honey
- 1943: So This Is Washington
- 1943: High Explosive
- 1944: Lake Placid Serenade
- 1944: Louisiana Hayride
- 1944: Minstrel Man
- 1945: The Man from Oklahoma
- 1945: Dolly Sisters (The Dolly Sisters)
- 1945: Der Wundermann (Wonder Man)
- 1946: Der Jazzsänger (The Jolson Story)
- 1946: Ist das Leben nicht schön? (It’s a Wonderful Life)
- 1948: My Dear Secretary
- 1949: Jiggs and Maggie in Jackpot Jitters
- 1956: Die zehn Gebote (The Ten Commandments)